# Soera De Nachtreis
Soera De Nachtreis is een soera van de Koran.
Deze soera is vernoemd naar de eerste aya ervan, waar gesproken wordt over de nachtreis die Mohammed maakte. Deze reis maakte Mohammed volgens niet-Koranische bronnen van de Ka'aba in Mekka naar de verste Moskee. Deze moskee wordt vaak geassocieerd met de Al-Aqsamoskee in Jeruzalem, maar die werd pas na Mohammeds dood gebouwd. In de Koran zelf wordt er betrekkelijk weinig over deze nachtelijke reis verteld. Allerlei voorschriften worden in deze soera geopenbaard. Verder wordt duidelijk gemaakt dat de Koran niet geïmiteerd kan worden.

## Bijzonderheden
Ayat 26, 32, 33, 57 en 73 t/m 80 zouden zijn geopenbaard in Medina. Bij recitatie van aya 109 wordt de sudjud, de nederwerping, verricht.
Deze soera wordt ook Kinderen van Israël (بني إسرائيل: Bani Isra'il) genoemd.